# 梅柳駅
梅柳駅（メリュえき）は、大韓民国京畿道驪州市にあった水驪線の駅である。

## 歴史
- 1931年12月1日 - 開業[1]。
- 1972年4月1日 - 廃止[2]。